# 萨拉米战术
薩拉米戰術（匈牙利語：Szalámitaktika），又稱切香腸戰術、漸進戰術，是一種以結盟、威脅來分化、征服的政治和軍事手段。成功運用此戰術，進攻方會以分化敵方、逐漸佔領少數領地的方法，達成統治一大片地區的目的。

## 歷史
“薩拉米戰術”一詞最早出自匈牙利語，它於1940年代末期由匈牙利政治家拉科西·馬加什提出、用來描述匈牙利共產黨的戰略。 當時拉科西的意思是說他已像切薩拉米香腸一樣將其他政党逐步分化、消滅。
納粹黨也曾使用類似的術語，即，但納粹更常用的是一體化（Gleichschaltung），用以形容納粹黨在1933年奪得德國政權的過程。希特勒也是在執政過程中逐步消滅敵人而最終掌握大權的。
晚近以來，亦有澳大利亞洛伊國際政策研究所，美國战略与国际研究中心等單位，以及學者布拉瑪·切拉尼，比平·拉瓦特等人提出的研究報告認為，中華人民共和國在南海爭端以及中印边界问题等議題採用此一戰術，藉由一系列漸進式的小行動，造成灰色地帶，緩慢推進，最終造成大規模的既成事實（fait accompli），用來達成原本設定的大目標，例如併吞他國的領土。

## 延伸閱讀
- Horvath, John. 2000. Salami Tactics（页面存档备份，存于）, Telepolis, at Heise.de online. Retrieved July 11, 2005.
- Salami tactics - Central and Eastern Europe 1945-8 （页面存档备份，存于）
- Yes, Prime Minister - Nuclear deterrent （页面存档备份，存于）